# Organisations considérées comme terroristes par le ministère de l'Intérieur indien
Liste des organisations considérées comme terroristes par le Ministère de l'Intérieur indien.
- Achik National Volunteer Council (ANVC) à Meghalaya
- Akhil Bharat Nepali Ekta Samaj (ABNES)
- Al Badar
- Al-Qaïda
- Al-Umar-Mujahideen
- All Tripura Tiger Force (ATTF)
- Babbar Khalsa International
- Communist Party of India (Marxist-Leninist) People’s War, ainsi que l'ensemble des organisations liées
- Deendar Anjuman
- Dukhtaran-E-Millat (DEM)
- Harakat ul-Mujahidin
- Harakat Ul-Ansar
- Hizb-Ul-Mujahideen (Hizb-Ul-Mujahideen Pir Panjal Regiment)
- Hynniewtrep National Liberation Council (HNLC)
- International Sikh Youth Federation
- Jaish-e-Mohammed
- Jamiat-Ul-Mujahidde
- Jammu And Kashmir Islamic Front
- Kanglei Yaol Kanba Lup (KYKL)
- Kangleipak Communist Party (KCP)
- Karkat-Ul-Jehad-E-Islami
- Khalistan Commando Force
- Lashkar e Tayyaba
- Manipur People’s Liberation Front (MPLF)
- Maoist Communist Centre (MCC), ainsi que l'ensemble des organisations liées
- National Democratic Front of Bodoland (NDFB) dans l'Assam
- National Liberation Front of Tripura (NLFT) à Tripura
- Pasban-E-Ahle Hadis
- People’s Liberation Army (PLA)
- People’s Revolutionary party of Kangleipak (PREPAK)
- Revolutionary People’s Front (RPF)
- Students Islamic Movement Of India
- Tahrik-E-Furqan
- Tamil Nadu Liberation Army (TNLA)
- Tamil National Retrieval Troops (TNRT)
- Tigres de libération de l'Îlam tamoul
- United Liberation Front of Assam (ULFA)
- United National Liberation Front (UNLF)